# Mimolette
Mimolette, ou Boule de Lille, é um tipo de queijo de leite de vaca cru tradicionalmente produzido na região de Lille, no norte de França. Caracteriza-se por uma cor laranja, proveniente do urucum utilizado, tem aroma frutado e textura em borracha, enquanto o sabor é de noz, salgado e amanteigado, com um acabamento cremoso. Tem suas origens nos queijos holandeses EDAM, porém com a diferença de o final da maturação ser feito com a ajuda de ácaros, que deixam inúmeros e minúsculos buracos na crosta do queijo. Assim, a casca fica difícil de quebrar e com aparência de uma bala de canhão.